# Zillhardtshof
Der Zillhardtshof ist ein dem Stadtteil Hohenacker der Stadt Waiblingen im baden-württembergischen Rems-Murr-Kreis zugehöriger Weiler.

## Geographie
Der Zillhardtshof liegt auf etwa 270 m ü. NHN einen guten halben Kilometer nordöstlich des Siedlungsrandes von Hohenacker noch etwa 200 Meter vom Neckar-Zufluss Zipfelbach entfernt, der knapp 20 Höhenmeter tiefer seinen Rechtsbogen zwischen dem Hauptort der Nachbargemeinde Schwaikheim im Osten und dem Waiblinger Stadtteil Bittenfeld im Nordwesten schlägt. Der Weiler umfasst etwa ein Dutzend Hausnummern und einige Nebengebäude und ist von einem Weichbild aus Obstgärten umgeben, jenseits dessen offene Ackerlandschaft liegt. Weniger als hundert Meter östlich des Ortsrandes verläuft die Stadtgrenze Waiblingens zu Schwaikheim.

## Geologie
Im Untergrund steht der Lettenkeuper (Erfurt-Formation) an, der teilweise bedeckt ist durch Lösssediment aus quartärer Ablagerung und durch lössführende Fließerde, näher an der Bachaue liegen holozäne Abschwemmmassen. Naturräumlich gesehen liegt Zillhardtshof am Rande des Unterraums Remstaltraufbucht zum Unterraum Innere Backnanger Bucht des Neckarbeckens.

## Geschichte
Erstmals erwähnt wurde der Weiler im Jahr 1350 unter dem Besitzernamen Zülnhart. Der Name ist zu diesem Zeitpunkt in Hohenacker nachgewiesen, eine Beziehung zur Adelsfamilie von Zyllnhart ist nicht geklärt. 1580 gehörte der Hof zum Kloster Adelberg. In der Beschreibung des Oberamts Waiblingen von 1850 wird der Hof als Weiler, aus 7 Familien bestehend, aufgeführt. Am 1. Januar 1975 wurde der Weiler im Rahmen der Gemeindereform zusammen mit Hohenacker in die Stadt Waiblingen eingegliedert.

## Verkehr
Den Weiler passiert wenig abwärts am Talhang die L 1140 zwischen Schwaikheim und Remseck am Neckar, die ihn ans Straßennetz anschließt. Der alte Kirchweg führt südwestlich und hangaufwärts zur Nordspitze von Hohenacker. 
Durch den Zillhardtshof verläuft der Rundradweg Waiblingen.

## Gastronomie
Im Haus Nr. 12 befindet sich ein Hofcafé.